# 芬頓 (愛荷華州)
芬頓（英語：Fenton）是一個位於美國愛荷華州科蘇特縣的城市。

## 地理
芬頓的座標為43°12′59″N 94°25′35″W / 43.21639°N 94.42639°W，而該地的平均海拔高度為378米（即1240英尺）。

## 人口
根據2010年美國人口普查的數據，芬頓的面積為0.88平方千米，當中陸地面積為0.88平方千米，而水域面積為0.00平方千米。當地共有人口279人，而人口密度為每平方千米317人。